# WikiRank
WikiRank (またはWikirank.net) はウィキペディアの記事の自動品質評価と比較を行うオンラインWebサービス。研究者の1人は、2017〜2018年にウィキペディアやその他のウィキメディアプロジェクトの最も重要な発見の1つとして認識されました。
ウィキペディアの記事の品質と人気を0から100のスコアとして評価し、複数言語版でのウィキペディア間の比較を容易にしている。WikiRankは品質と人気度の算出に、記事の文章量、被リンク数、セクション(節)、画像、ページビュー数その他の情報を使用している。
サービス開始当初は6つの言語版(英語、ドイツ語、ロシア語、ポーランド語、ウクライナ語、ベラルーシ語)についての記事の品質を比較可能としていたが、2018年現在ではウィキペディアの 50 以上の主要な言語版の記事を評価することが可能となっている。
WikiRankは ワルシャワ大学などの高等教育機関の教育目的でも使用されている。